# Canguçu (sobrenome)
O sobrenome Canguçu, ou Cangussu na grafia original da época, tem origem brasileira e foi utilizado pela primeira vez em 1830. O primeiro Canguçu foi Inocêncio Pinheiro Canguçu. O próprio mudou seu sobrenome, substituindo o último, "Pinto". Seu nome anterior era Inocêncio Pinheiro Pinto, tornando-se depois Inocêncio Pinheiro Canguçu. Os primeiros Canguçus depois de Inocêncio nasceram no povoado de Campo Seco, no antigo município brasileiro de Bom Jesus dos Meiras, atual cidade baiana de Brumado.

## História
A família Pinheiro Pinto que deu origem ao sobrenome "Canguçu" tem origem portuguesa e veio da cidade de Caetité, quando ainda era uma vila. Eles eram da pequena burguesia. O capitão Antônio pinheiro Pinto foi o mais velho da família a adotar as terras da antiga fazenda Campo Seco, área rural de Brumado, como moradia permanente. Logo após a Independência do Brasil em 1822, Portugal ainda interferia muito nos assuntos políticos do recém-independente país, e isso causava incômodo para aqueles com ideias liberalistas, então, em uma tentativa de livrar de qualquer vínculo com Portugal, algumas pessoas mudavam seus sobrenomes, foi assim que surgiu o sobrenome "Canguçu" (por puro nativismo). A primeira pessoa a ser batizada, assim que nasceu, com o nome de Camguçu, foi Exupério Pinheiro Canguçu, "Cangussu" na grafia original. Canguçu é o nome comum da onça-pintada que naquela época vivia em quantidade considerável na região da Caatinga do Alto Sertão baiano. As localidades com mais Canguçus do tronco principal encontra-se em Brumado, Campinas e Bauru. Licurgo Santos Filho é um dos descendentes dos Canguçus, apesar de não assinar como um deles.
O Canguçu mais notável foi Exupério Canguçu, um dos responsáveis pelo povoamento da cidade de Brumado, no início da colonização do município. Dois Canguçus da família original foram personagens de livros de romance: Exupério e Leolino Canguçu. Leolino Pinheiro Canguçu foi um membro real da família e viveu uma história real de amor com a jovem tia de Castro Alves, Pórcia de Castro. Esta história foi narrada em uma mistura de ficção e realidade por Afrânio Peixoto, Mário Rizério Leite, Jorge Amado entre outros.